# Rodovia Oswaldo Cruz
La  Rodovia Oswaldo Cruz est une autoroute de l'État de São Paulo au Brésil, elle est également appelée SP-125. La route relie les villes entre Taubaté, dans la vallée de Paraíba, et Ubatuba, sur la côte nord de São Paulo. Ses quatre-vingt-onze kilomètres sont en concession par le Département des autoroutes de l'État de São Paulo (DER-SP).
À l'époque du Brésil colonial, la route faisait partie d'un détour de l'ancienne Estrada Real, maintenant l'autoroute SP-171. À ce jour, Elle sert également de route alternative de la vallée de Paraíba à Paraty.
L'autoroute est considérée comme l'une des alternatives à la Rodovia dos Tamoios.

## Caractéristiques

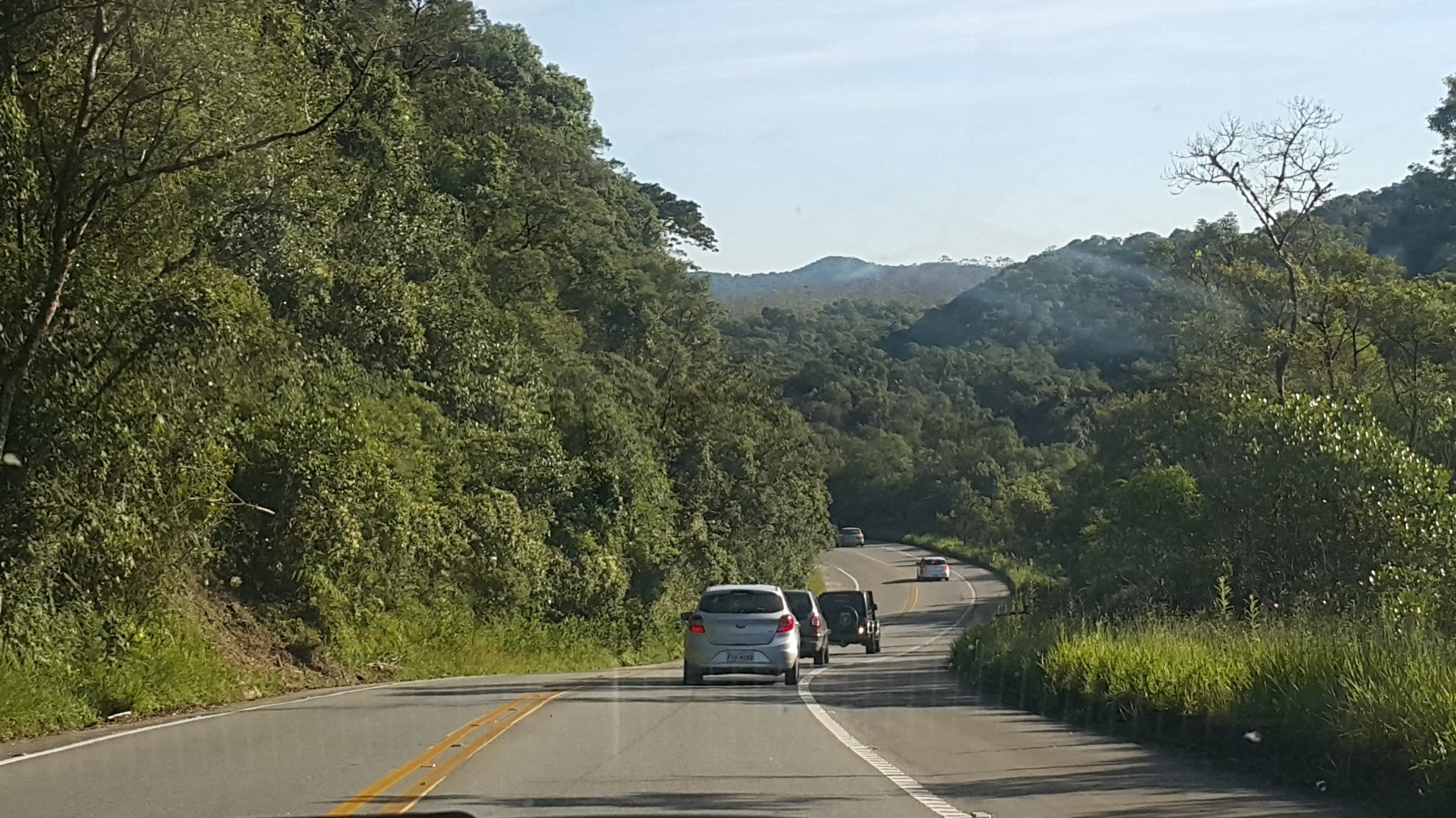
Rodovia Oswaldo Cruz, tronçon au sein du parc national de Serra do Mar.

La SP-125 traverse les villes de Taubaté, Redenção da Serra (loin du centre), São Luiz do Paraitinga, Natividade da Serra (loin du centre) et Ubatuba.
Elle commence au km 111 de la Via Dutra, au centre de la commune de Taubaté, et traverse la campagne en direction sud jusqu'à la côte. Elle croise deux autoroutes fédérales, Dutra, au km 0, et Rio-Santos, au km 91, ainsi que deux autres autoroutes de São Paulo, Gabriel Ortiz Monteiro (SP-121), au km 21, et Nelson Ferreira Pinto (SP-153), au km 39. Elle traverse également des ponts afin de franchir des cours d'eau, passant au-dessus du Rio Paraitinga, au km 44, et au-dessus du Rio Paraibuna, au km 65. Le parcours se termine au km 48 de l'autoroute Rio-Santos, au centre d'Ubatuba.
La route a un itinéraire typiquement montagneux, reliant la vallée de Paraíba à la côte nord de São Paulo. Presque tout son parcours traverse la campagne, seuls les premiers kilomètres (à Taubaté) et les derniers kilomètres (à Ubatuba) traversent les zones urbaines, il existe aussi un petit tronçon qui passe (en périphérie) dans le périmètre urbain de São Luiz.

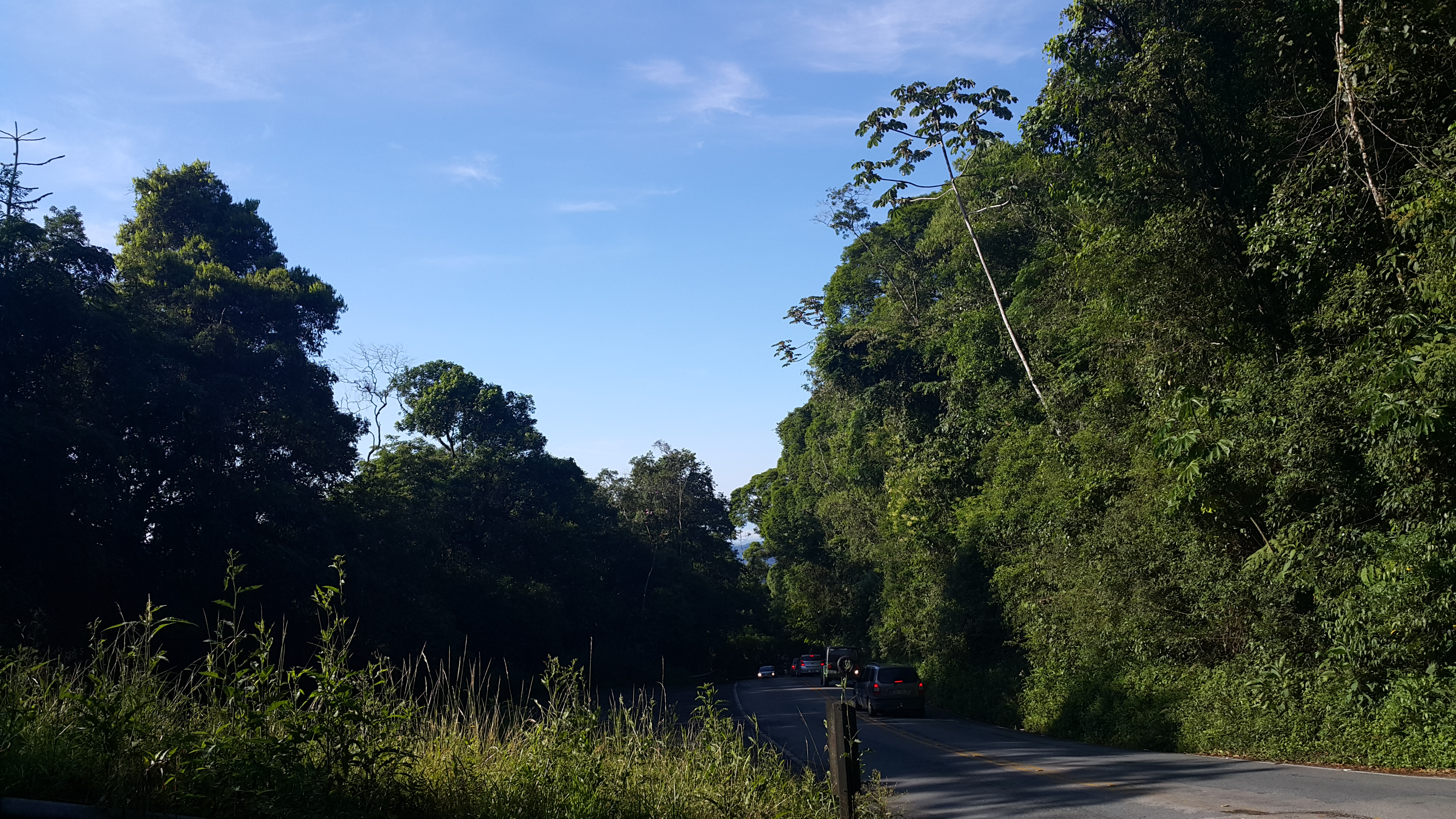
Forêt vue de l'autoroute au sein du parc national de Serra do Mar.

Du km 78 au km 86, la SP-125 passe dans les limites du parc national de Serra do Mar (Núcleo Santa Virgínia), où se trouve une réserve forestière dans l'État de São Paulo. Cette section est également la plus difficile de tout l'itinéraire, car elle est plus inclinée, en raison des dénivelés de la Serra do Mar, présentant des courbes de descente très raides et pouvant de surcroit être à tout moment de la journée dans un brouillard intense. Ce tronçon nécessite également un bon état des véhicules, car il nécessite un bon état des freins, une bonne traction et adhérence des véhicules. Le transit des véhicules cargo et le transport collectif de passagers non autorisés par la DER y sont d'ailleurs interdit  selon l'ordonnance SUP/DER- 021-08/04/2014.
Sa longueur totale est de 91 kilomètres, sur une seule voie et sans péage. Le trajet de Taubaté à São Luiz fait 39 kilomètres. De São Luiz à Ubatuba, il est de 52 kilomètres et cet itinéraire est le meilleur de la route vers le sommet de la montagne, mais ensuite il est extrêmement sinueux et incliné jusqu'à l'arrivée, à Ubatuba.